# Otoperka
Otoperka (Brachydeuterus auritus) – gatunek ryby z rodziny luszczowatych, jedyny przedstawiciel rodzaju Brachydeuterus Gill, 1862. Poławiana gospodarczo.
Występowanie: wschodni Ocean Atlantycki, wzdłuż zachodnich wybrzeży Afryki, na gębokościach od 10–100 m p.p.m.

## Opis
Osiąga do 30 cm długości. Żywi się bezkręgowcami i małymi rybami.